# Наддовгі радіохвилі

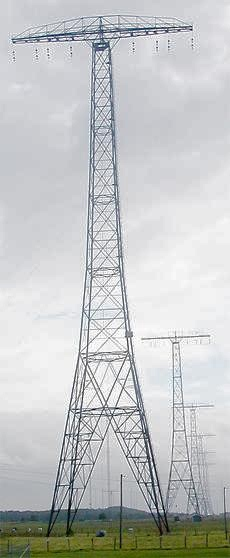
Частина антени передавача в діапазоні наддовгих хвиль в Ґріметон, Швеція (Grimeton VLF transmitter)

Наддо́вгі радіохви́лі (англ. Very low frequency, VLF) — радіохвилі довжиною 10–100 км (частота 3–30 кГц) і довше. Іноді вживається назва міріаметрові хвилі (від назви позасистемної метричної міри довжини міріаметр, що дорівнює 10000 метрів) або міріаметровий діапазон.

## Класифікація
За міжнародним регламентом радіозв'язку наддовгі хвилі поділяються на:
| Довжина хвилі          | Частота     | Назва частотного діапазону  | Назва хвильового діапазону | Застосування                                         |
| ---------------------- | ----------- | --------------------------- | -------------------------- | ---------------------------------------------------- |
| 10 — 100 км            | 3–30 кГц    | Дуже низькі (рос. ОНЧ, VLF) | Міріаметрові               | зв'язок з підводними човнами, грозопеленгація        |
| 100 — 1000 км          | 300–3000 Гц | Інфранизькі (рос. ИНЧ, ULF) | Гектокілометрові           |                                                      |
| 1000 — 10 000 км       | 30–300 Гц   | Наднизькі (рос. СНЧ, SLF)   | Мегаметрові                | зв'язок з підводними човнами, геофізичні дослідження |
| 10 000 км — 100 000 км | 3–30 Гц     | Крайньо низькі (КНЧ, ELF)   | Декамегаметрові            | зв'язок з підводними човнами, геофізичні дослідження |

## Застосування наддовгих радіохвиль
Наддовгі хвилі розповсюджуються у вільному просторі вздовж поверхні Землі і вдень, і вночі, однак, вони сильно слабшають у міру віддалення від передавача, і тому передавачі повинні бути дуже потужними.
Довжина хвилі визначає необхідні розміри передавальної антени, тому антени таких передавачів мають велетенські розміри. Для прикладу, антена раритетного діючого передавача Радіостанції Гріметон, (Швеція) має довжину близько 1,4 км і встановлена на 6-ти опорах висотою 127 м, які розташовані в ряд з інтервалом 380 м. Передавач працює на частоті 17,2 кГц (довжина хвилі близько 17,44 км).
Крім того, наддовгі хвилі відносно слабо поглинаються водою, зокрема морською. В залежності від концентрації солі у воді та довжини наддовгої радіохвилі, вона проникає у морську воду на глибину до 10 — 30 метрів. Тому такі хвилі використовують, наприклад, для зв'язку з підводними човнами, які розташовані поблизу морської поверхні.
Зв'язок із підводними човнами на глибині за допомогою радіохвиль більшої частоти неможливий тому, що солона морська вода є провідником і екранує електромагнітне випромінювання.
Друга особливість наддовгих хвиль — обмежена смуга спектру сигналу, який передається, що робить неможливим передачу широкосмугових сигналів, таких, як мова, музика та ін. Тому такі передавачі використовуються переважно для радіонавігації (alfa) та для передачі сигналів точного часу (beta).